# Lovely body
Lovely body is een lied van de Nederlandse rapformatie SFB in samenwerking met de Nederlandse hiphopartiest Ronnie Flex. Het werd in 2017 als single uitgebracht en stond in hetzelfde jaar als dertiende track op het album 77 nachten van SFB.

## Achtergrond
Lovely body is geschreven door Alejandro Boberto Hak, Francis Junior Edusei, Jackie Nana Osei, Kaene Marica, Monsif Bakkali en Ronell Plasschaert en geproduceerd door Monsif. Het is een nummer uit het genre nederhop. In het lied rappen en zingen de artiesten over een mooie vrouw waar ze mee willen dansen. De single heeft in Nederland de driedubbele platina status.
Het is niet de eerste keer dat SFB en Ronnie Flex met elkaar samenwerken. Dit deden zij eerder op Investeren in de liefde, Nigga als ik, Nu sta je hier, Met je zijn en Credo santana. Na Lovely body waren ze samen te horen op One time, Fallin' en Anyway.

## Hitnoteringen
De artiesten hadden succes met het lied in de hitlijsten van Nederland. Het piekte op de vierde plaats van de Nederlandse Single Top 100 en stond 36 weken in deze hitlijst. De Nederlandse Top 40 werd niet bereikt; het kwam hier tot de tweede plaats van de Tipparade.